# Київське воєводство
Київське воєводство (лат. Palatinatus Kioviensis, пол. Województwo kijowskie) — адміністративно-територіальна одиниця у складі Великого князівства Литовського (1471—1569) та Корони Польської Речі Посполитої (1569—1793). Існувало в 1471—1793 роках. Створене на основі земель Київського князівства. До 1667 року осідком воєводства був Київ. За умовами Андрусівського перемир'я Річ Посполита втратила більшу частину воєводства та його столицю, але його назва залишилася тією ж. Очолювалося київськими воєводами. Сеймик воєводства збирався у Житомирі. Мало представництво із 3 сенаторів у Сенаті Речі Посполитої. Станом на 1790 рік площа воєводства становила близько 200 000 км². Населення в 18 столітті нараховувало близько 1 млн осіб.
Початково складалося з 9 повітів, проте до часу ліквідації воєдства їхня кількість скоротилася до 3. Ліквідоване 1793 року під час другого поділу Речі Посполитої. Територія воєводства увійшла до складу Київського та Ізяславського намісництв Російської імперії. Разом з Брацлавським воєводством та Диким полем у просторіччі називалося Україною. На картах також зустрічається назва Нижня Волинь (лат. Volhynia inferior, фр. Volhynia basse) або Дальня Волинь (лат. Volhynia ulterior).

## Положення

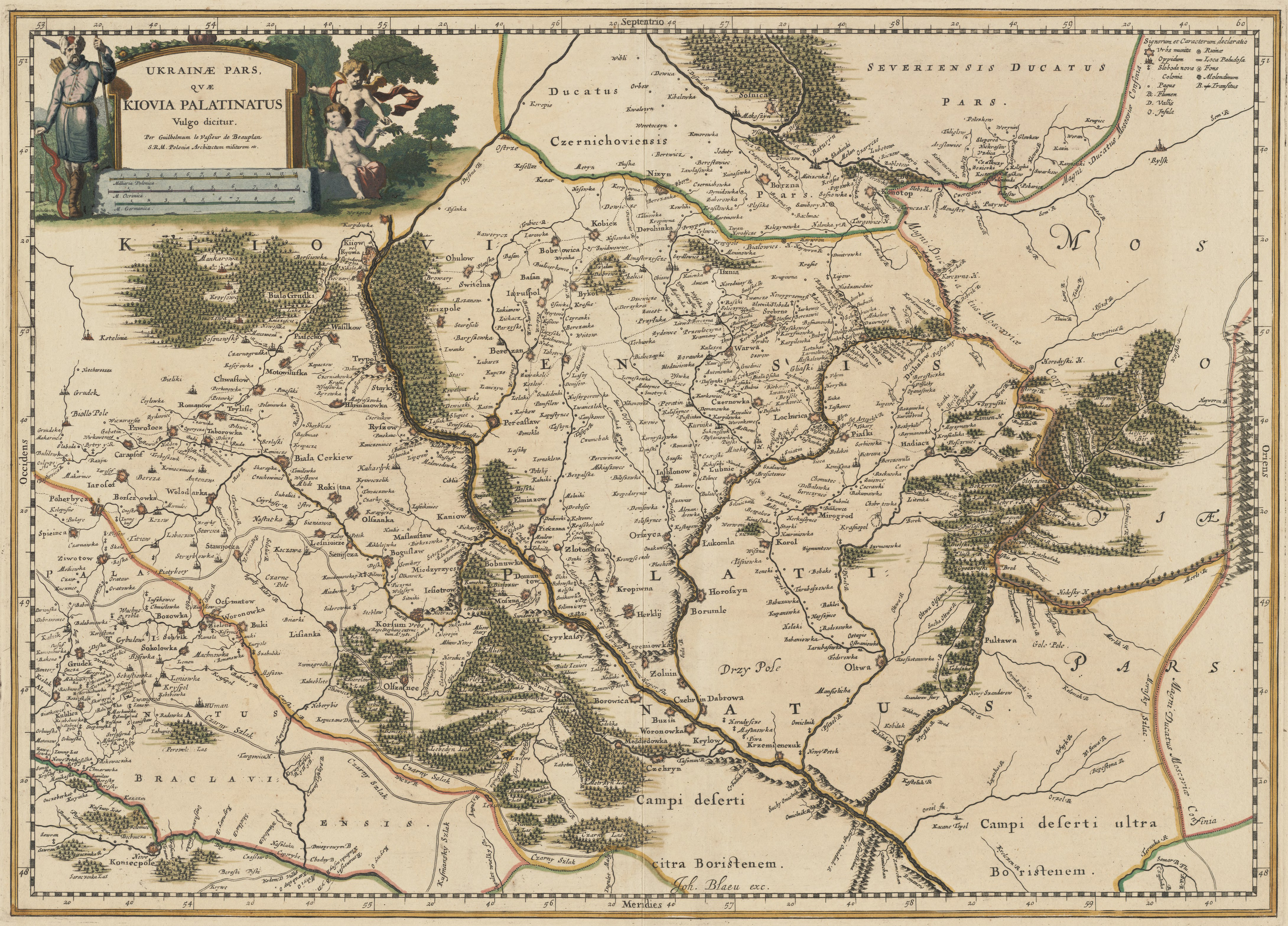
«Частина України, Київське воєводство» («Ukrainae pars quae Kiovia Palatinatus vulgo dicitur») Гійома Левассера де Боплана, видана між 1659 та 1685 роком.

Київське воєводство розташоване на Придніпровських височинах і низовинах ; на півночі — Поліська низовина.
Територія Київського воєводства повністю належала до басейну Дніпра. Основні річки на території воєводства — Дніпро, нижня течія Прип'яті та Десни. Ліві притоки Дніпра на території воєводства — Десна, Сула, Ворскла, Псел. Праві притоки — Прип'ять (з Ужем), Тетерів, Рось. У межах воєводства протікала більша частина Інгульця, але гирло його було вже за межами Речі Посполитої — біля Дикого поля, у сфері геополітичних інтересів Війська Запорізького Низового і Кримського ханства.
У XVII—XVIII століттях, після захоплення Московією лівобережної частини воєводства й Києва, воно межувало: на півночі — з Великим князівством Литовським, на заході й південному заході — з Волинським і Подільським воєводствами, на півдні — з Брацлавським воєводством і Диким Полем, на сході — з Гетьманщиною.

## Історія

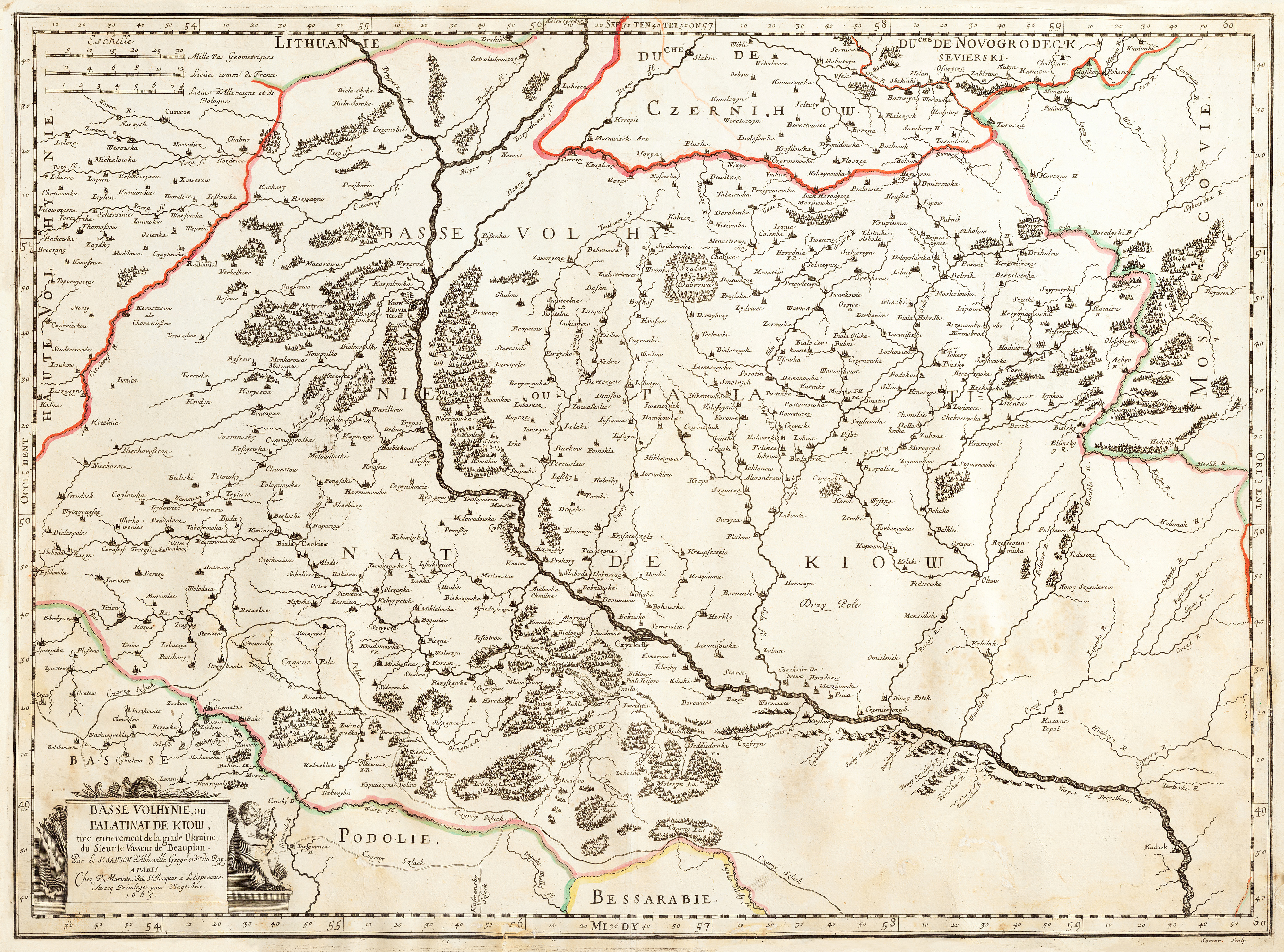
Мапа «Нижня Волинь або Київське воєводство» Гійома Сансона 1665 року, створена на основі «Генеральної карти України» Гійома Левассера де Боплана 1648 року

Київське воєводство постало 1471 року у складі Великого князівства Литовського на основі удільного Київського князівства XIV—XV століть після смерті князя Семена Олельковича. Первісно складалося з 9 повітів.
Влітку 1482 року кримський хан Менґлі I Ґерай, за намовлянням московського князя Івана III, вийшов в похід на Київ. 1 вересня він здобув замок, спалив собори й церкви, взяв в полон багато людей. Під час облоги в полон був захоплений і Київський воєвода Іван Ходкевич з дружиною. Менглі-Гірей в подарунок князю Івану вислав віз з награбованим добром з київських соборів і церков, в тому числі іконостас, золоту чашу і дискос з собору святої Софії. В 1493 році Менглі-Гірей уже разом з великим князем московським Іваном провели спільний похід на Київ і Київщину. Після цього Київ був майже повністю відбудований.
У XVI—XVII століттях внаслідок військових конфліктів територія Київського воєводства значно зменшилася. Внаслідок литовсько-московської війни 1500—1503 років був втрачений Путивльський повіт. За умовами Люблінської унії 1569 року Київське воєводство (без Мозирського повіту) разом із Волинню, Поділлям та Наддніпрянщиною увійшло до складу Корони Польської Речі Посполитої, водночас Мозирський повіт залишився у Великому князівстві Литовському та увійшов до Мінського воєводства ВКЛ.
У 1592 і 1596 роках Києвом опановували козаки під час повстань під керівництвом Криштофа Косинського та Северина Наливайка.
Під час повстання під проводом Богдана Хмельницького 1648—1657 років воєводство увійшло до козацької держави Війська Запорозького (України). За умовами Андрусівського перемир'я 1667 року, яке завершувало московсько-польську війну 1654—1667 років, й низки подальших московсько-польських угод, під контроль Московії перейшла задніпровська частина Київського воєводства із Києвом включно. Новим центром Київського воєводства став Житомир.
За умовами другого поділу Польщі 1793 року територія Київського воєводства відійшла до Російської імперії й увійшла до складу Київського намісництва та новоствореного Ізяславського намісництва.

## Адміністративний устрій

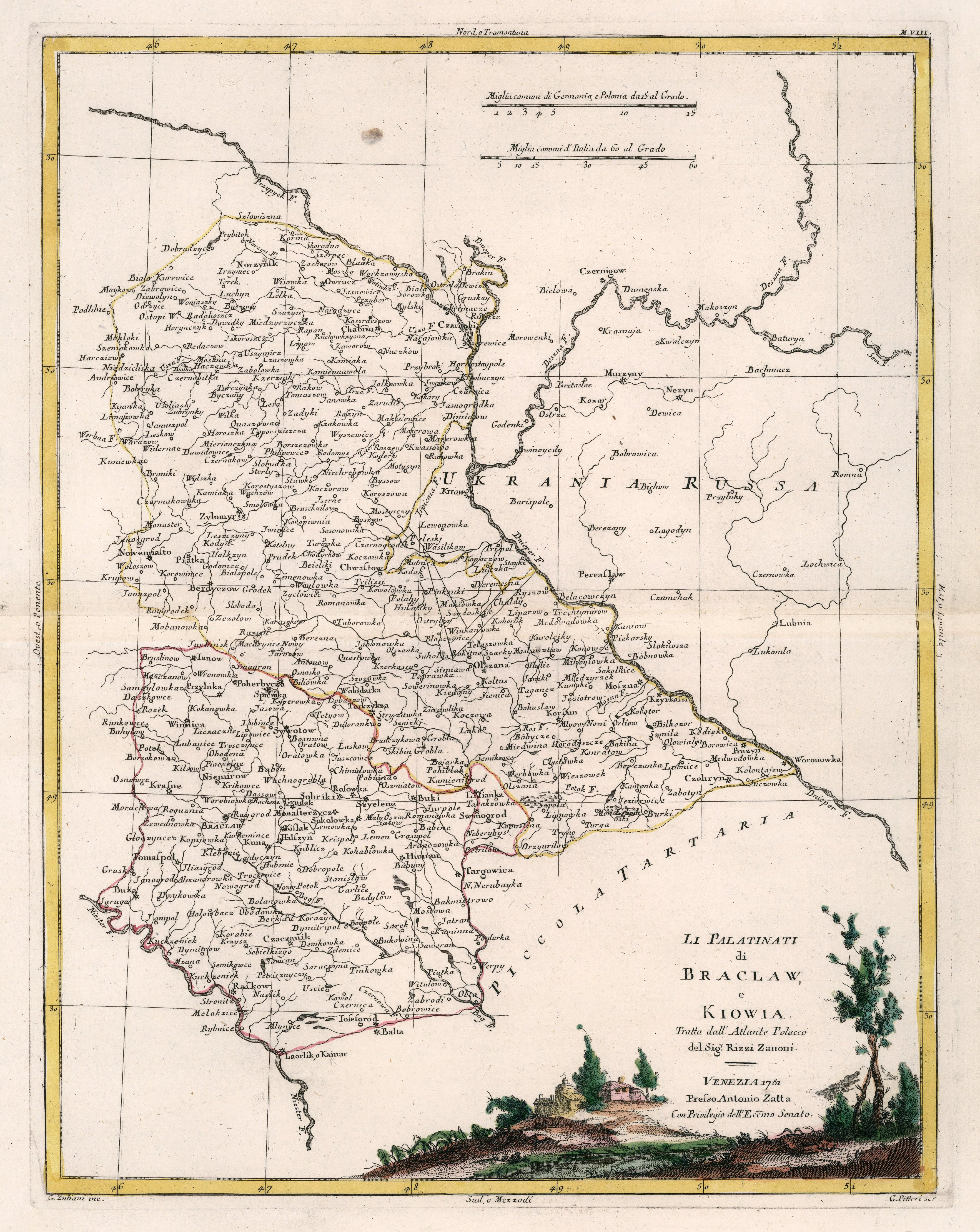
Мапа «Брацлавське та Київське воєводства» Антоніо Затти, 1781 рік

Адміністративним центром Київського воєводства був Київ, а після його втрати в 1648—1667 роках — Житомир. Первісно воєводство складалося з 9 повітів:
- Київський повіт
- Житомирський повіт
- Любецький повіт
- Мозирський повіт
- Овруцький повіт
- Остерський повіт
- Путивльський повіт
- Черкаський повіт
- Чорнобильський повіт

Внаслідок литовсько-московської війни 1500—1503 років московити захопили Путивльський повіт. За умовами Люблінської унії 1569 року Мозирський повіт виокремлений з Київського воєводства та переданий до складу Мінського воєводства Великого князівства Литовського. У 1648—1676 роках внаслідок повстання під проводом Богдана Хмельницького та московсько-польської війни 1654—1667 років, за умовами Андрусівського перемир'я 1667 року й низки подальших московсько-польських угод під контроль Московії перейшла задніпровська частина Київського воєводства із Києвом включно.

## Уряди та шляхетське самоврядування
Після 1471 р. Київ став офіційною резиденцією воєвод. Тут розміщувалася воєводська канцелярія і відбувалися засідання київського гродського суду. З перетворенням Великого князівства Литовського на шляхетську республіку у 1566 році, шляхта Київського воєводства дістала право скликання повітових сеймиків, де обговорювала питання, висувані на загальнодержавний (вальний) сейм і обирала своїх депутатів на засідання останнього, а також розв'язувала питання місцевого значення. Послами до сейму від воєводства були:
- Київський єпископ (католицький)
  - Митрополит Київський, Галицький і всієї Русі (греко-католицький)
  - Митрополит Київський, Галицький і всієї Русі (православний)
- Київський воєвода
- Київський каштелян

### Київські воєводи
Серед київських воєвод найбільш знані: Дмитро Путятич (1492—1505), Костянтин-Василь Острозький (1559—1608), Станіслав Жолкевський (1608-20), Адам Кисіль (1649-53).